# Inverigo
Inverigo é uma comuna italiana da região da Lombardia, província de Como, com cerca de 7.959 habitantes. Estende-se por uma área de 9 km², tendo uma densidade populacional de 884 hab/km². Faz fronteira com Alzate Brianza, Arosio, Brenna, Briosco (MI), Carugo, Giussano (MI), Lambrugo, Lurago d'Erba, Nibionno (LC), Veduggio con Colzano (MI).

## Demografia
| Variação demográfica do município entre 1861 e 2011                               |
|                                                                                   |
| Fonte: Istituto Nazionale di Statistica (ISTAT) - Elaboração gráfica da Wikipedia |